# John Forsythe
John Forsythe (Penns Grove, New Jersey 29. siječnja 1918. - Santa Ynez, Kalifornija 1. travnja 2010.) je bio američki glumac. Najpoznatiji je po ulozi Blakea Carringtona u TV seriji "Dinastija", kao i po ulozi Charlesa Townsenda u TV seriji i filmovima "Charlijevi anđeli".